# Rallye Polen 2024
Die 80. Rallye Polen 2024 (offiziell Orlen Rallye Polen 2024) war der 7. Lauf zur FIA-Rallye-Weltmeisterschaft 2024. Sie dauerte vom 27. bis zum 30. Juni und es wurden insgesamt 19 Wertungsprüfungen (WP) gefahren.

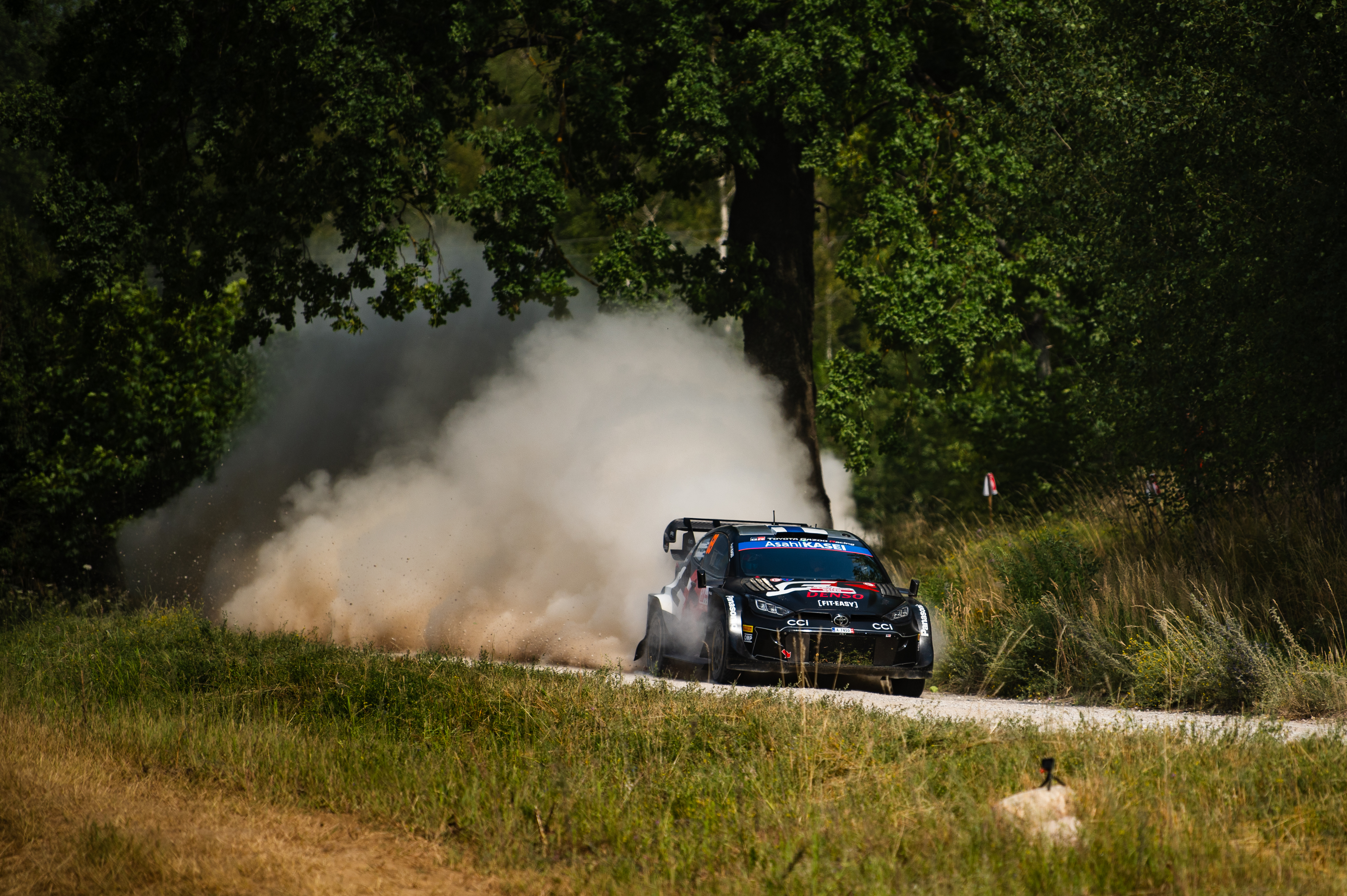
Kalle Rovanperä und Jonne Halttunen bei der Rallye Polen 2024

## Bericht
Als Kalle Rovanperä und Co-Pilot Jonne Halttunen mit ihrem Toyota GR Yaris Rally1 als Sieger durch das Ziel fuhren, war den beiden nicht klar, dass sie wohl grad ihren größten und schwierigsten Sieg ihrer Karriere eingefahren hatten. Beide machten eher einen müden Eindruck als einen glücklichen. Wegen eines Verkehrsunfalls bei der Recce (Reconnaissance) konnte Sébastien Ogier und Vincent Landais nicht an der Rallye teilnehmen. Ogier und Rovanperä teilen sich ein Fahrzeug in dieser Saison, in Polen sollte Ogier die Rallye fahren. Glücklicherweise wurden weder Ogier noch Landais ernsthaft verletzt bei dem Unfall, starten konnten sie aber nicht. So erfuhr Rovanperä erst am Mittwochmorgen vor der Rallye, dass er am Donnerstag startet. Rovanperä und Halttunen konnten weder eine Videostudie machen noch gab es einen verlässlichen Aufschrieb, da die Rallye Polen letztmals im Jahr 2017 gefahren wurde. Es konnte nur noch eine Besichtigungsfahrt in einem Straßenauto absolviert werden. Am Samstag übernahm Rovanperä in WP10 die Führung und gab diese bis ins Ziel am Sonntag nicht mehr ab. Für Toyota gab es sogar einen Doppelsieg, da Elfyn Evans den zweiten Rang belegten vor Adrien Fourmaux (M-Sport Ford) und Thierry Neuville als bester Hyundai-Fahrer. In der Weltmeisterschaft führte zu diesem Zeitpunkt weiterhin Neuville mit 15 Punkten Vorsprung auf Evans und Ott Tänak (Hyundai) mit 21 Punkten Rückstand.

## Meldeliste
| Nr.                  | Fahrer               | Co-Pilot                   | Auto                   |
| -------------------- | -------------------- | -------------------------- | ---------------------- |
| WRC-Klasse (Rally1)  |                      |                            |                        |
| 8                    | Ott Tänak            | Martin Järveoja            | Hyundai i20 N Rally1   |
| 9                    | Andreas Mikkelsen    | Eriksen Torstein           | Hyundai i20 N Rally1   |
| 11                   | Thierry Neuville     | Martijn Wydaeghe           | Hyundai i20 N Rally1   |
| 13                   | Grégoire Munster     | Louis Louka                | Ford Puma Rally1       |
| 16                   | Adrien Fourmaux      | Alexandre Coria            | Ford Puma Rally1       |
| 1                    | Kalle Rovanperä      | Jonne Halttunen            | Toyota GR Yaris Rally1 |
| 18                   | Takamoto Katsuta     | Aaron Johnston             | Toyota GR Yaris Rally1 |
| 22                   | Mārtiņš Sesks        | Renārs Francis             | Ford Puma Rally1       |
| 33                   | Elfyn Evans          | Scott Martin               | Toyota GR Yaris Rally1 |
| WRC2-Klasse (Rally2) |                      |                            |                        |
| 20                   | Oliver Solberg       | Elliott Edmondson          | Škoda Fabia RS Rally2  |
| 21                   | Sami Pajari          | Enni Mälkönen              | Toyota GR Yaris Rally2 |
| 23                   | Nikolay Gryazin      | FIA Konstantin Aleksandrov | Citroën C3 Rally2      |
| 25                   | Gus Greensmith       | Jonas Andersson            | Škoda Fabia RS Rally2  |
| 26                   | Kajetan Kajetanowicz | Maciej Szczepaniak         | Škoda Fabia RS Rally2  |
| 29                   | Georg Linnamäe       | James Morgan               | Toyota GR Yaris Rally2 |

Anmerkung: Insgesamt haben sich 42 Fahrzeuge in verschiedenen Klassen eingeschrieben.

## Klassifikationen

### WRC Rally1
| Position | Position | Nr. | Fahrer            | Co-Pilot         | Auto                   | Zeit      | Rückstand | WM-Punkte | WM-Punkte | WM-Punkte  | WM-Punkte |
| Rally1   | Gesamt   | Nr. | Fahrer            | Co-Pilot         | Auto                   | Zeit      | Rückstand | Samstag   | Sonntag   | Powerstage | Total     |
| -------- | -------- | --- | ----------------- | ---------------- | ---------------------- | --------- | --------- | --------- | --------- | ---------- | --------- |
| 1        | 1        | 69  | Kalle Rovanperä   | Jonne Halttunen  | Toyota GR Yaris Rally1 | 2:33:07.6 |           | 18        | 6         | 3          | 27        |
| 2        | 2        | 33  | Elfyn Evans       | Scott Martin     | Toyota GR Yaris Rally1 | 2:33:35.9 | 0:00:28.3 | 13        | 4         | 0          | 17        |
| 3        | 3        | 16  | Adrien Fourmaux   | Alexandre Coria  | Ford Puma Rally1       | 2:33:50.3 | 0:00:42.7 | 10        | 5         | 2          | 17        |
| 4        | 4        | 11  | Thierry Neuville  | Martijn Wydaeghe | Hyundai i20 N Rally1   | 2:34:18.4 | 0:01:10.8 | 6         | 3         | 5          | 14        |
| 5        | 5        | 22  | Mārtiņš Sesks     | Renārs Francis   | Ford Puma Rally1       | 2:34:54.6 | 0:01:47.0 | 8         | 1         | 0          | 9         |
| 6        | 6        | 9   | Andreas Mikkelsen | Torstein Eriksen | Hyundai i20 N Rally1   | 2:35:24.2 | 0:02:16.6 | 15        | 0         | 0          | 15        |
| 7        | 7        | 13  | Grégoire Munster  | Louis Louka      | Ford Puma Rally1       | 2:35:25.6 | 0:02:18.0 | 4         | 0         | 0          | 4         |
| 8        | 8        | 18  | Takamoto Katsuta  | Aaron Johnston   | Toyota GR Yaris Rally1 | 2:35:34.3 | 0:02:26.7 | 3         | 2         | 1          | 6         |
| 40       | 9        | 8   | Ott Tänak         | Martin Järveoja  | Hyundai i20 N Rally1   | 4:12:54.6 | 1:39:47.0 | 0         | 7         | 4          | 11        |

### WRC Rally2
| Position | Position | Nr. | Fahrer         | Co-Pilot          | Auto                   | Zeit      | Rückstand | Punkte | Punkte | Punkte |
| Gesamt   | Rally2   | Nr. | Fahrer         | Co-Pilot          | Auto                   | Zeit      | Rückstand | Rally2 | Gesamt |        |
| -------- | -------- | --- | -------------- | ----------------- | ---------------------- | --------- | --------- | ------ | ------ | ------ |
| 9        | 1        | 25  | Sami Pajari    | Enni Mälkönen     | Toyota GR Yaris Rally2 | 2:40:58.3 |           | 25     | 2      |        |
| 10       | 2        | 25  | Oliver Solberg | Elliott Edmondson | Škoda Fabia RS Rally2  | 2:41:20.3 | 0:22.0    | 18     | 1      |        |
| 11       | 3        | 46  | Robert Virves  | Aleks Lesk        | Škoda Fabia RS Rally2  | 2:42:21.6 | 1:23.3    | 15     | 0      |        |

Anmerkung: Insgesamt haben sich 40 Fahrzeuge von 42 gestarteten klassiert.

## Wertungsprüfungen
Zeitzone MESZ
| Datum    | Start         | Nr.                 | WP                        | Länge               | Gewinner                                                                                   | Zeit                                    | Leader            |
| -------- | ------------- | ------------------- | ------------------------- | ------------------- | ------------------------------------------------------------------------------------------ | --------------------------------------- | ----------------- |
| 27. Juni | 10:01         | —                   | Lubiewo (Shakedown)       | 5,10 km             | Ott Tänak                                                                                  | 02:12.5                                 |                   |
| 27. Juni | 19:05         | WP1                 | Mikołajki Arena 1         | 2,50 km             | Ott Tänak                                                                                  | 01:42.5                                 | Ott Tänak         |
| 28. Juni | 08:45         | WP2                 | Stańczyki 1               | 29,40 km            | Andreas Mikkelsen                                                                          | 14:54.7                                 | Andreas Mikkelsen |
| 28. Juni | 10:20         | WP3                 | Wieliczki 1               | 12,90 km            | Thierry Neuville                                                                           | 05:56.0                                 | Andreas Mikkelsen |
| 28. Juni | 11:10         | WP4                 | Olecko 1                  | 13,20 km            | Andreas Mikkelsen                                                                          | 07:27.5                                 | Andreas Mikkelsen |
| 28. Juni | 14:05         | WP5                 | Stańczyki 2               | 29,40 km            | Kalle Rovanperä                                                                            | 14:32.5                                 | Kalle Rovanperä   |
| 28. Juni | 15:40         | WP6                 | Wieliczki 2               | 12,90 km            | Thierry Neuville                                                                           | 05:49.3                                 | Andreas Mikkelsen |
| 28. Juni | 16:30         | WP7                 | Olecko 2                  | 13,20 km            | Adrien Fourmaux                                                                            | 07:16.7                                 | Andreas Mikkelsen |
| 28. Juni | 19:00         | WP8                 | Mikołajki Arena 2         | 2,50 km             | Takamoto Katsuta                                                                           | 01:43.4                                 | Andreas Mikkelsen |
| 28. Juni | 19:30 – 20:15 | Service A Mikołajki | Service A Mikołajki       | Service A Mikołajki | Service A Mikołajki                                                                        | Service A Mikołajki                     | Andreas Mikkelsen |
| 29. Juni | 08:30         | WP9                 | Świętajno 1               | 18,50 km            | Kalle Rovanperä                                                                            | 09:21.9                                 | Andreas Mikkelsen |
| 29. Juni | 09:45         | WP10                | Gołdap 1                  | 19,90 km            | Kalle Rovanperä                                                                            | 09:33.9                                 | Kalle Rovanperä   |
| 29. Juni | 10:35         | WP11                | Świętajno 1               | 22,40 km            | Andreas Mikkelsen                                                                          | 10:53.8                                 | Kalle Rovanperä   |
| 29. Juni | 13:25         | WP12                | Mikołajki Arena 3         | 2,50 km             | Kalle Rovanperä                                                                            | 01:40.8                                 | Kalle Rovanperä   |
| 29. Juni | 14:00 – 14:40 | Service B Mikołajki | Service B Mikołajki       | Service B Mikołajki | Service B Mikołajki                                                                        | Service B Mikołajki                     | Kalle Rovanperä   |
| 29. Juni | 16:00         | WP13                | Świętajno 2               | 18,50 km            | Kalle Rovanperä                                                                            | 09:17.5                                 | Kalle Rovanperä   |
| 29. Juni | 17:15         | WP14                | Gołdap 2                  | 19,90 km            | Kalle Rovanperä                                                                            | 09:25.2                                 | Kalle Rovanperä   |
| 29. Juni | 18:05         | WP15                | Świętajno 2               | 22,40 km            | Kalle Rovanperä                                                                            | 10:43.0                                 | Kalle Rovanperä   |
| 29. Juni | 20:55 – 21:40 | Service C Mikołajki | Service C Mikołajki       | Service C Mikołajki | Service C Mikołajki                                                                        | Service C Mikołajki                     | Kalle Rovanperä   |
| 30. Juni | 09:00         | WP16                | Gmina Mrągowo 1           | 20,80 km            | Ott Tänak                                                                                  | 10:43.5                                 | Kalle Rovanperä   |
| 30. Juni | 10:05         | WP17                | Mikołajki 1               | 11,20 km            | Ott Tänak                                                                                  | 05:37.0                                 | Kalle Rovanperä   |
| 30. Juni | 12:20         | WP18                | Gmina Mrągowo 2           | 20,80 km            | Kalle Rovanperä                                                                            | 10:28.8                                 | Kalle Rovanperä   |
| 30. Juni | 14:15         | WP19                | Mikołajki 2 (Power Stage) | 11,20 km            | 1. Thierry Neuville 2. Ott Tänak 3. Kalle Rovanperä 4. Adrien Fourmaux 5. Takamoto Katsuta | 05:27.6 05:29.2 05:31.0 05:33.1 05:34.0 | Kalle Rovanperä   |